# Dorcadion zanteanum
Dorcadion zanteanum är en skalbaggsart som först beskrevs av Stefan von Breuning och Jean François Villiers 1967.  Dorcadion zanteanum ingår i släktet Dorcadion och familjen långhorningar. Inga underarter finns listade i Catalogue of Life.